# Axinidris palligastrion
Axinidris palligastrion är en myrart som beskrevs av Steven O. Shattuck 1991. Axinidris palligastrion ingår i släktet Axinidris och familjen myror. Inga underarter finns listade.